# Plumhof
Plumhof ist ein Dorf in der Gemeinde Wedemark in der niedersächsischen Region Hannover und gehört zum Ortsteil Berkhof.

## Geografie
Der Ort liegt etwa 20 km nördlich von Hannover direkt an der Bahnlinie Hannover-Soltau.

## Geschichte
Zwischen 1575 und 1929 existierte in Plumhof die Viehbruchsmühle. Dies war eine an der Großen Beeke gelegene Wassermühle, die auch Eingang in das von Gustav Völker entworfene Wappen der ehemaligen Gemeinde Berkhof im Landkreis Burgdorf fand. Plumhof gehörte dem Landkreis Burgdorf von 1929 (vorher eigenständige Gemeinde) bis zur Zusammenlegung mit 15 weiteren Gemeinden zur Gemeinde Wedemark am 1. März 1974 an. Im Jahre 1900 wurde eine Pflichtfeuerwehr in Plumhof gegründet, die bis zur Zusammenlegung mit der Berkhofer Pflichtfeuerwehr zur Freiwilligen Feuerwehr Berkhof 1942 bestand. Am 1. Dezember 1910 hatte Plumhof 93 Einwohner.
Heute ist Plumhof ein Teilort des Wedemärker Ortsteils Berkhof.

## Politik

### Ortsrat
Der Ortsrat verantwortet die Ortsteile Bennemühlen, Berkhof (mit Plumhof und Sprockhof) und Oegenbostel (mit Bestenbostel und Ibsingen) gemeinsam und besteht aus sieben Ratsmitgliedern der folgenden Parteien:
- WGW: 4 Sitze
- CDU: 3 Sitze

(Stand: Kommunalwahl 12. September 2021)

### Ortsbürgermeister
Der Ortsbürgermeister ist Dirk Görries (WGW). Sein Stellvertreter ist Martin Becker (CDU).

## Wirtschaft und Infrastruktur
Plumhof wie auch die gesamte Wedemark werden zum großen Teil durch die Landwirtschaft geprägt. Insbesondere dominiert die Viehzucht.
Wedemark-Plumhof liegt unweit der Bundesautobahn 7, westlich der Ausfahrt Berkhof. In der Nähe verlaufen einige Bundesstraßen. Der nächste Bahnhof an der Strecke Hannover-Soltau ist Bennemühlen. Die Entfernung zum Flughafen Hannover-Langenhagen beträgt knapp 20 km.